# 麦克亨利 (北达科他州)
麦克亨利（英語：McHenry），是美国北达科他州下属的一座城市。根据2010年美国人口普查，该市有人口56人。